# Archvia
Archvia (georgiska: არხვია) är ett berg i Georgien. Det ligger i regionen Abchazien, i den nordvästra delen av landet, 300 km nordväst om huvudstaden Tbilisi. Toppen på Archvia är 931 meter över havet.